# L'Éternité plus un jour
Ne doit pas être confondu avec L'Éternité et Un Jour.
L'Éternité plus un jour est un roman de Georges-Emmanuel Clancier publié en 1969 aux éditions Robert Laffont et ayant reçu le prix des Libraires l'année suivante.

## Résumé
« L'éternité plus un jour » est une expression issue de la comédie de Shakespeare Comme il vous plaira. Il s'agit de la réponse d'Orlando à celle qu'il aime, Rosalinde, et qui lui demande combien de temps il disposera d'elle.
Ainsi, dans le roman de Clancier, le personnage d'Henri Verrier imagine qu'il lui faut « l'éternité plus un jour » pour vivre entièrement son amour avec Élisabeth, une jeune actrice, et pour libérer, avec ses amis, du sombre monde tels qu'il le voit de leurs yeux de vingt ans. Mais, à la fin du récit qui évoque les rêves, les désirs, les espoirs, les luttes, les tourments d'une génération des années 1930-1939 à 1968, le héros déclarera : « Ma vie, l'amour, notre vie n'aura été qu'un seul jour sans l'éternité, sans cette éternité de tendresse ; de juste joie qui nous était promise et nous a été volée ».
Ce roman a été qualifié de « comédie centrée sur la rivalité fraternelle avec désir de meurtre explicite ». Dans ses mémoires, Georges-Emmanuel Clancier rattache l'écriture de ce roman à des souvenirs d'enfance rue de l'Observatoire, à Limoges,.

## Éditions
- L'Éternité plus un jour, éditions Robert Laffont, 1969.